# Otto Zöckler

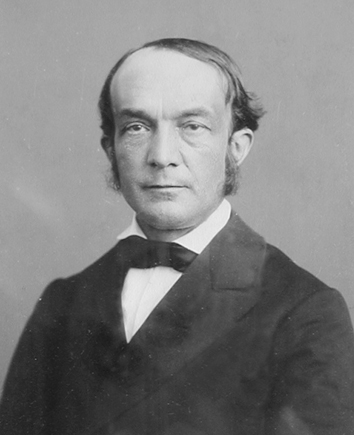
Otto Zöckler.

Otto Zöckler, född den 27 maj 1833 i Grünberg, Hessen, död den 19 februari 1906 i Greifswald, var en tysk evangelisk teolog.
Zöckler blev privatdocent i Giessen 1857 och extra ordinarie professor där 1863. År 1866 kom han som ordinarie professor till Greifswalds universitet. Han var en man med omfattande lärdom inte endast inom teologin, utan även inom naturvetenskapen. Han var huvudsakligen intresserad för kyrkohistoriska studier, men grep sig även an med dogmatisk-etiska och exegetiska uppgifter. 
Zöckler var flitig medarbetare i "Realenzyklopädie für protestantische Theologie und Kirche", skrev en otalig mängd recensioner av nyutkommen litteratur, var sedan 1882 redaktör av "Evangelische Kirchenzeitung" och medarbetare i "Beweis des Glaubens". Bland sin tids tyska teologer torde han mer än någon annan ha varit förtrogen med svensk teologi och kyrka. För svenska teologie studerande torde han ha varit bäst känd genom det tillsammans med Hermann Strack utgivna kortfattade kommentarverket till Gamla och Nya testamentets skrifter. 
Dessutom utgav han bland annat Askese und Mönchtum (1863; 2:a upplagan i 2 band 1897–1898), Geschichte der Beziehungen zwischen Theologie und Naturwissenschaft (2 delar, 1877, 1879), Gottes Zeugen im Reich der Natur (2 band, 1881; 2:a upplagan i 1 band, 1906). Efter hans död utkom Geschichte der Apologie des Christentums (1907). Han skrev även sina memoarer, Erinnerungsblätter (1906).